# Ayurveda
Ayurveda (tiếng Phạn: आयुर्वेद Ayurveda, "tri thức cuộc sống") là một hệ thống y học Hindu truyền thống có nguồn gốc từ tiểu lục địa Ấn Độ. Cách thực hành như hiện nay bắt nguồn từ truyền thống Ayurveda là một loại y học thay thế, giả khoa học. 
Ghi chép lịch sử đầu tiên của Ayurveda được tìm thấy trong một quyển kinh của người Aryan có tên là Veda (Vệ-đà), người Aryan di trú đến vùng trung Á vào khoảng 1500 năm trước Công nguyên.  Vì vậy tại đây đã xuất hiện nhiều các ngôi trường lớn ở các thành phố khác nhau, tại các trường này nội khoa và ngoại khoa đồng thời phát triển một cách độc lập với nhau. Nguồn gốc của Ayurveda cũng được tìm thấy trong Atharvaveda, trong đó có 114 bài thánh ca và những câu thần chú được mô tả như là phương pháp chữa trị huyền diệu cho bệnh. Ngoài ra còn có các ghi chép huyền thoại khác nhau về nguồn gốc của Ayurveda, ví dụ, rằng nó đã được nhận bởi Dhanvantari (hoặc Divodasa) từ Brahma Việc thực hành Ayurveda bao gồm việc sử dụng các loại thuốc thảo dược, bổ sung khoáng chất hoặc kim loại (rasa Shastra), kỹ thuật phẫu thuật, thuốc phiện, và áp dụng bằng cách mát-xa dầu.
Có nguồn gốc từ thời tiền sử, một số khái niệm của Ayurveda đã được phát hiện kể từ thời Văn minh lưu vực sông Ấn và trước đó. Ayurveda phát triển đáng kể trong thời kỳ Vệ-đà và sau đó một số các hệ thống không Veda như Phật giáo và Jaina giáo cũng được tích hợp trong hệ thống.